# Зевин, Лев Яковлевич

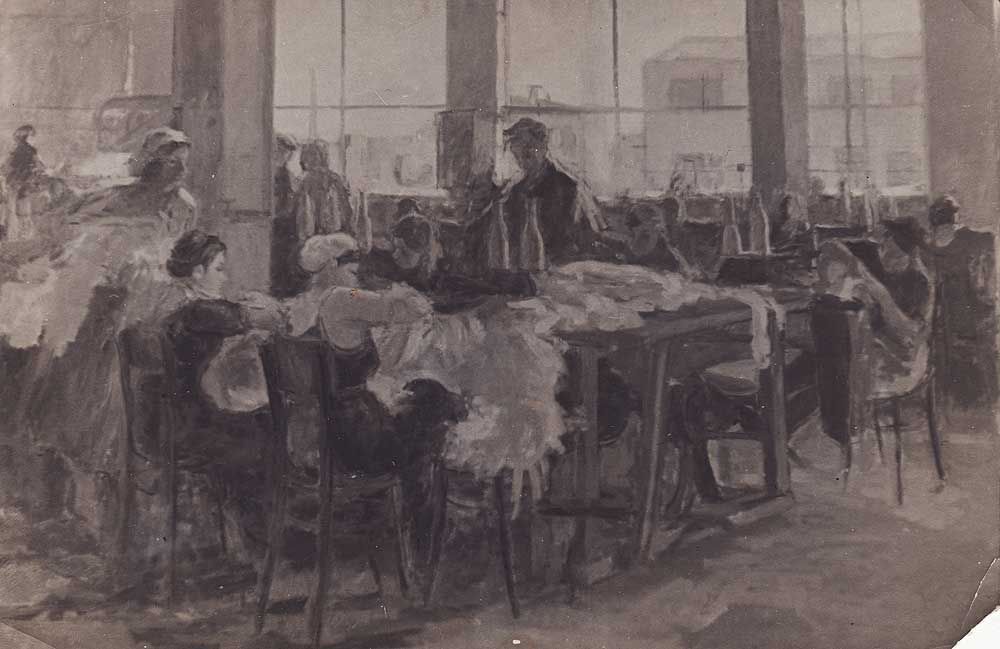
Лев Зевин. Минская текстильная фабрика, 1940, холст, масло

Ле́в Я́ковлевич Зе́вин (бел. Леў Якаўлевіч Зевін; 6 (19) декабря 1903, Витебск — с декабря 1941 года числится пропавшим без вести, по другим сведениям, не подтверждённым документально — в марте 1942 года погиб на фронте под Вязьмой) — советский живописец, график, художник театра и иллюстратор еврейского происхождения.

## Биография
Родился 6 (19) декабря 1903 в Витебске в семье ремесленника.
В 1917—1918 гг. учился в частной витебской Школе рисования и живописи Юделя Пена, одновременно работая в Витебских оптико-механических мастерских Зелига.
В 1919 году продолжил обучение в Витебском народном художественном училище в мастерской Марка Шагала, где, по мнению Казимира Малевича, Лев Зевин «…свои работы живописные производил под влиянием Пикассо». Успел попробовать себя в кубизме.
В 1920 году Лев Зевин перешёл в мастерскую Казимира Малевича и Веры Ермолаевой, а в 1921 году в так называемую «сезанновскую мастерскую» Роберта Фалька.
Будучи учеником столь непохожих мастеров, сумел найти свой собственный путь. В его творческой манере осмыслены и соединены черты художественных направлений конца XIX — начала XX века. Искусствовед Александр Ромм так писал о художнике: «Отзывчивый, душевный, внешне скромный человек с музыкальной душой, он выразил без остатка в живописи привлекательные черты своей лирической натуры».
В 1918—1920 гг. вместе с другими художниками занимался праздничным оформлением Витебска. В 1919 году участвовал в 1-й Государственной выставке картин витебских и московских художников (Витебск). В 1920 году состоял в Государственной декоративно-художественной мастерской при Витебском ГубОНО.
Вместе с Э. Волхонским и Михаилом Куниным организовал «Группу трёх», которая в мае 1920 года открыла выставку в клубе Сорабиса (Союза работников искусств) в Витебске.
В ноябре 1920 года был членом группы УНОВИС.
В конце 1921 года уехал в Москву вслед за Р. Фальком. Учился у него в московском ГСХМ — ВХУТЕМАСе (1921—1925).
По окончании станкового отделения по мастерской Р. Фалька в 1925 году за дипломную работу «Рабочая семья» Л. Зевину была присуждена наивысшая награда — поездка за границу на четыре года, но из-за отсутствия денег она не состоялась. Продолжил учёбу в аспирантуре ВХУТЕМАС — ВХУТЕИНа (1926—1929, ассистент Р. Фалька).
Член и экспонент объединений: ВОХ (1927—1930), РОМБ (1930—1932, член-учредитель), РОСТ (1928—1929), группа «13» (1929), член ОСТа (1929—1931).
В 1930 году командирован Наркомпросом РСФСР в коммуну «Войо Ново» в Крыму вместе с М. Горшманом, М. Аксельродом, Л. Жолткевич. В 1930 году по заданию «Всекохудожника» состоялась его творческая поездка в колхозы Херсонщины. В 1935 году Обществом землеустройства еврейских трудящихся (ОЗЕТ) вместе с группой молодых художников (М. Аксельрод, Р. Гершаник, М. Горшман, И. Зусман, Б. Розенблит и другими) командирован в Биробиджан.
С 1932 года — член МОССХ.
Иллюстрировал и оформил ряд книг: «Желторотые» Н. Кальмы (1931), «Горнист» М. Светлова (1931) и других.
Оформлял спектакли «Иностранная коллегия» по пьесе Л. Славина (1932), «Клад Наполеона» А. Айзенберга по пьесе Шолом-Алейхема «Голбгребер» (1935) (оба — в БелГОСЕТе, Минск), в театрах Москвы, Одессы (там в 1935 году был возобновлён «Клад Наполеона»), Биробиджана (1930-е).
В 1936—1940 годах преподавал в Московском областном техникуме ИЗО. Работал по договорам со «Всекохудожником».
В конце 1930-х гг. Лев Зевин входил в художественное объединение «Группы пяти» вместе с художниками Львом Ароновым, Ароном Ржезниковым, Михаилом Добросердовым и Абрамом Пейсаховичем. Осенью 1940 года в Москве прошла выставка «Группы пяти».
6 июля 1941 года Зевин в рядах ополчения ушёл на фронт, в 1942 году погиб под Вязьмой.

## Выставки
- 2021 — За фасадом эпохи — выставка в Галеев-галерея.
- 2021 — Блуждающие звезды: советское еврейство в довоенном искусстве. Галерея «На Шаболовке»
- 2016—2017 «Мясницкая, 21. Перекрёстки судеб.» .
- 2016 — «Группа пяти: утраты и открытия. Лев Аронов, Михаил Добросердов, Лев Зевин, Абрам Пейсахович, Арон Ржезников.» Галерея «Открытый клуб»[6]
- 2012 — Поставангард. Русская живопись и графика из собрания ЮниКредит Банка и частных собраний. Мультимедиа Арт Музей
- 2009 — Другие песни тридцатых. Лев Яковлевич Зевин и Вячеслав Леонидович Сидоренко. Галерея “На Чистых прудах”
- 2009 — Графика Общества Станковистов. Галерея "Элизиум"
- 2008 — В движении. Галерея "На Ленивке"
- 2008 — Мир художника. Галерея "Новый Эрмитаж"
- 2003 — Портрет художника в интерьере, Часть 1. Галерея "Новый Эрмитаж"
- 2003 — Персональная выставка.  Музей-квартира И.Д. Сытина
- 1991 — Московские художники. 20-30-е годы. Центральный Дом художника
- 1991 — Персональная выставка.  Галерея "Московская палитра"
- 1989 — Группа 13. Выставочный зал "Арбат"

## Работы находятся в собраниях
- Государственная Третьяковская галерея
- Государственный Русский музей
- Государственный музей изобразительных искусств имени А. С. Пушкина
- Государственный музейно-выставочный центр «РОСИЗО»
- Вятский художественный музей имени В.М. и А.М. Васнецовых
- Государственное музейное объединение «Художественная культура Русского Севера»
- Костромской государственный историко-архитектурный и художественный музей-заповедник
- Пермская государственная художественная галерея
- Музейный комплекс имени И. Я. Словцова
- Самарский областной художественный музей
- Чувашский государственный художественный музей
- Национальный художественный музей Республики Беларусь
- Государственный музей искусств Грузии

## Галерея

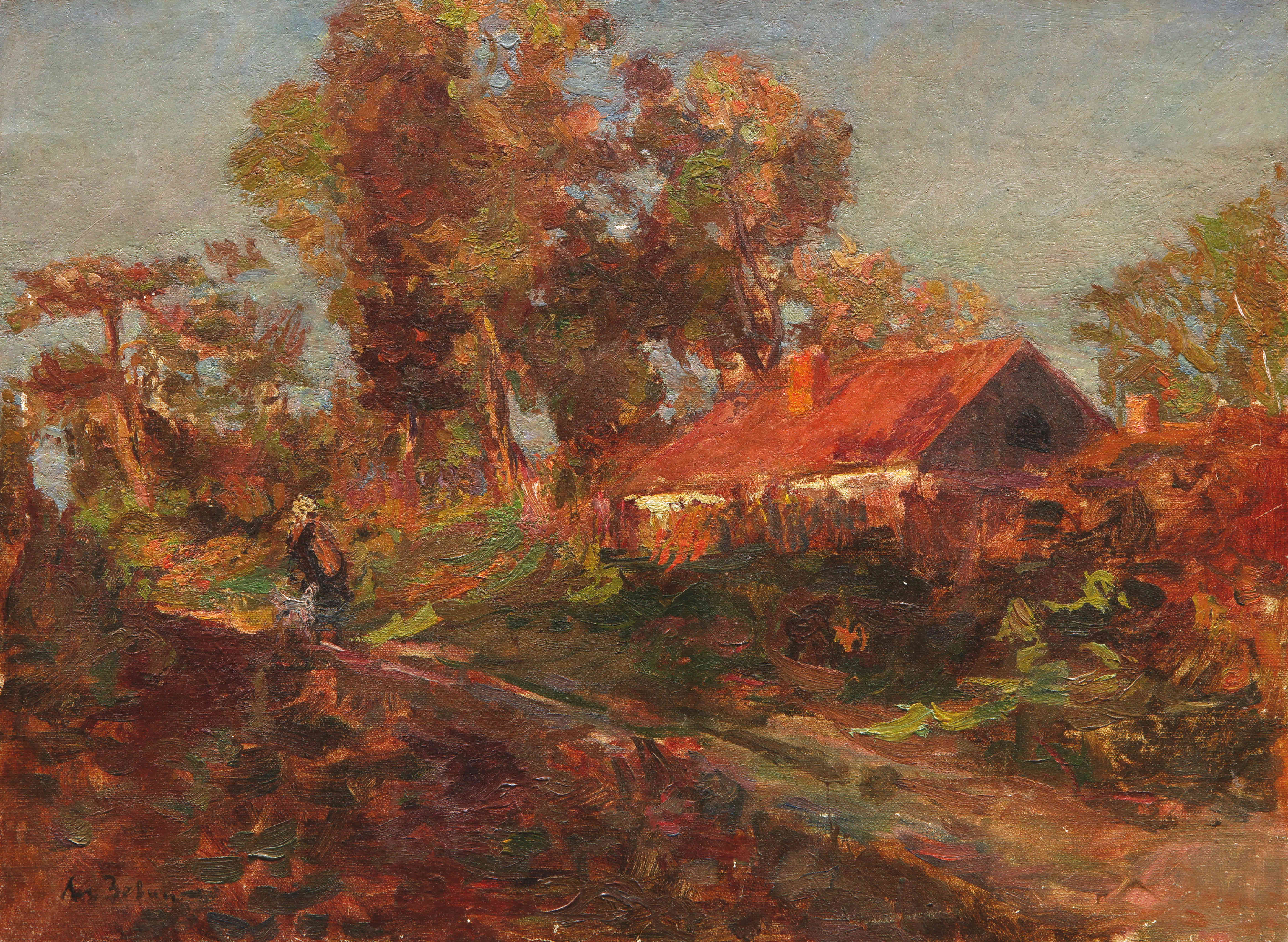
Вечернее солнце. Этюд. 1939. Холст, масло, 29х40. Национальный художественный музей Республики Беларусь.
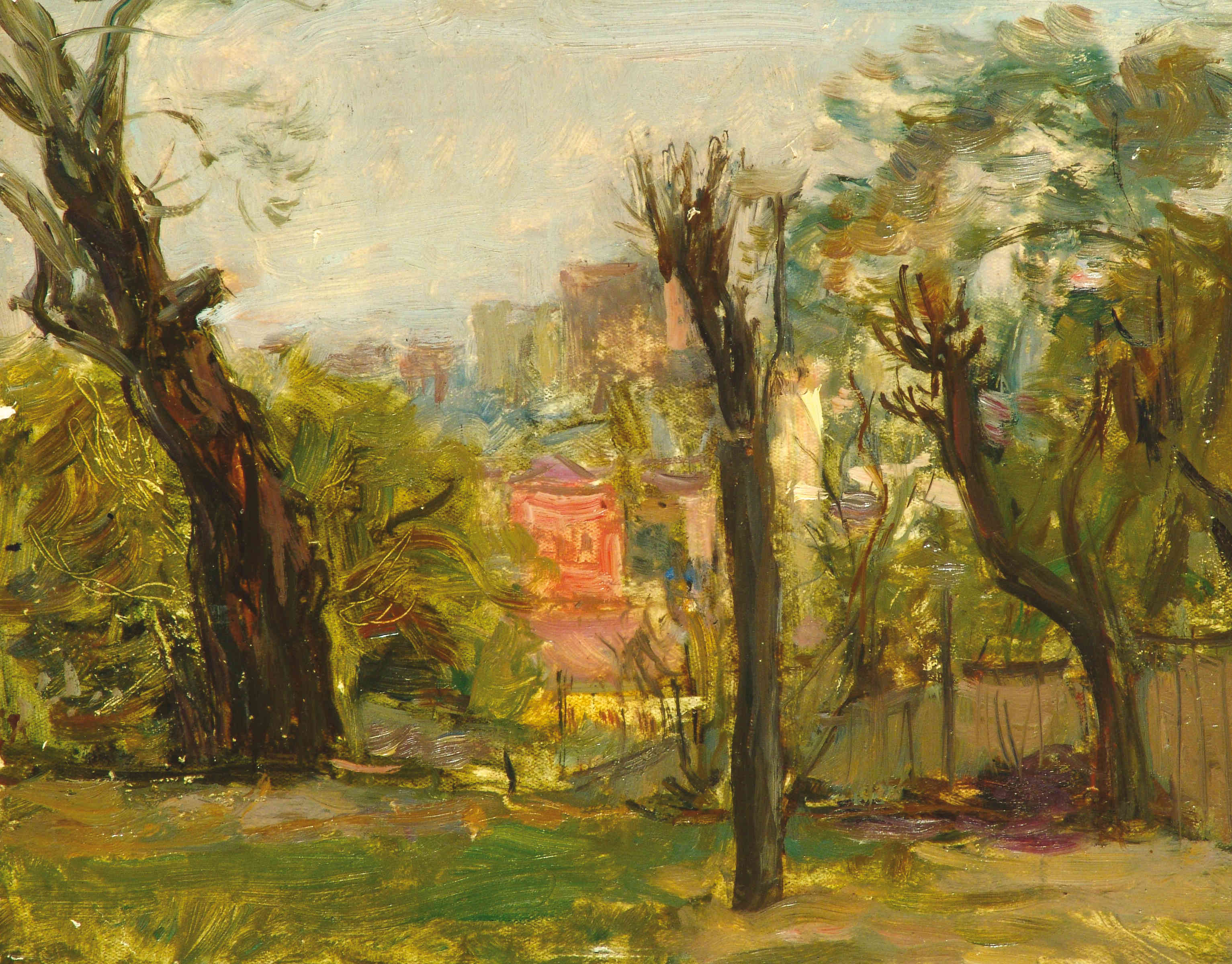
Дворик. 1940. Картон, масло, 19×24,4. Национальный художественный музей Республики Беларусь.